# سامبا لايونين
سامبا لايونين (Samppa Lajunen) هو لاعب أولمبي لرياضة إسكندنافية ثنائية من فنلندا. شارك في الأولمبياد الشتوي في 1998–2002، وفاز بما مجموعه 5 ميداليات.

## الميداليات
| ذهب | فضة | برونز | المجموع |
| 3   | 2   | 0     | 5       |

## روابط خارجية
- سامبا لايونين على موقع الاتحاد الدولي للتزلج (التزلج النوردي المزدوج) (الإنجليزية)
- سامبا لايونين على موقع اللجنة الأولمبية الدولية (الإنجليزية)
- سامبا لايونين على موقع أوليمبيديا (الإنجليزية)